# NGC 7372
NGC 7372 је спирална галаксија у сазвежђу Пегаз која се налази на NGC листи објеката дубоког неба.
Деклинација објекта је + 11° 7' 53" а ректасцензија 22h 45m 46,0s. Привидна величина (магнитуда) објекта NGC 7372 износи 13,7 а фотографска магнитуда 14,5. NGC 7372 је још познат и под ознакама MCG 2-58-5, CGCG 430-4, KUG 2243+108, PGC 69670.